# Ousmane Diawara
Ousmane Diawara (* 10. Oktober 1999 in Bamako) ist ein malisch-schwedischer Fußballspieler.

## Karriere
Diawara begann seine Karriere beim Vasalunds IF. Zur Saison 2017 wechselte er zum FC Djursholm. Zur Saison 2019 schloss er sich dem unterklassigen IFK Stocksund an. Im Sommer 2020 zog er weiter zum Huddinge IF. Zur Saison 2021 wechselte er zum Karlbergs BK.
Zur Saison 2022 wechselte Diawara zum Zweitligisten Landskrona BoIS. Im April 2022 gab er gegen den Östers IF sein Debüt in der Superettan. In seiner ersten Spielzeit als Profi kam er zu 22 Zweitligaeinsätzen, in denen er acht Tore erzielte. In der Saison 2023 machte er neun Tore in 28 Einsätzen. Im Januar 2024 wechselte er zum österreichischen Bundesligisten SCR Altach, bei dem er einen bis Juni 2027 laufenden Vertrag erhielt. Für Altach spielte er bis zum Ende der Saison 2023/24 aber nur viermal in der Bundesliga.
Im Juli 2024 wurde Diawara daraufhin nach Finnland an den Kuopion PS verliehen. Während der Leihe kam er zu zwölf Einsätzen in der Veikkausliiga, mit Kuopio wurde er zu Saisonende Meister.